# Damarpurperspreeuw
De Damarpurperspreeuw (Aplonis circumscripta) is een vogelsoort uit de familie Sturnidae.

## Verspreiding en leefgebied
Deze soort komt voor op Damar en de Tanimbar-eilanden.